# Urban Legend - Final Cut
Urban Legend - Final Cut è un film del 2000 diretto da John Ottman e interpretato da Jennifer Morrison, Matthew Davis, Hart Bochner e Eva Mendes.
Il film è il secondo capitolo di una trilogia, formata da Urban Legend e Urban Legends Bloody Mary.

## Trama
Il film si apre con un assistente di volo che attacca i passeggeri e l'equipaggio di un aereo, il che si rivela essere il set di un film ad un'accademia cinematografica. Mentre gli studenti preparano i film da portare come tesi e per il prestigioso premio Hitchcock, una di questi, Amy Mayfield è indecisa sull'argomento del suo lavoro; ma dopo una conversazione con la guardia di sicurezza Reese Wilson  (trasferita in questo campus dopo gli eventi del primo film), decide di girare un film su un serial killer i cui omicidi richiamano alcune leggende metropolitane.
Quella sera Lisa, una studentessa, mentre è in un bar a bere viene drogata e successivamente rapita. La ragazza si risveglia in una vasca da bagno piena di ghiaccio e scopre che le è stato rimosso un rene. Attaccata dal suo rapitore, cerca di fuggire da una finestra, ma rimane decapitata dal vetro (questa morte della ragazza, ferita dal filo spinato e decapitata, è una citazione dei film Suspiria e Inferno di Dario Argento.).
La sparizione di Lisa non viene notata nell'ambiente del college, e tutti pensano che lei sia in viaggio.
Il giorno seguente, Amy si sta preparando a girare il suo film, ma è abbandonata dal cameraman prescelto, Toby Belcher, che la accusa di avergli rubato l'idea per la tesi. Così le registrazioni iniziano con un altro cameraman, Simon.
La sera Sandra, l'amica attrice di Amy che interpreta la vittima di una scena del film, ritorna nello studio cinematografico vuoto dove ha lasciato le chiavi dell'auto; qui viene aggredita dall'assassino di Lisa. La troupe di studenti visionando il materiale girato, tra i diversi ciak della ragazza, vede alcune scene raccapriccianti sulla morte di Sandra che sembrano essere reali e che nessuno di loro ha girato. Ma la mancanza del corpo e in virtù del fatto che Sandra doveva partire, la sua scomparsa non viene annunciata al resto della scolaresca.
Travis Stark, uno studente amico di Amy e da lei segretamente amato, depresso dopo aver ricevuto una votazione appena sufficiente per il suo film, viene trovato suicida nella torre del campus. Amy si reca nottetempo nella torre venendo sorpresa da Trevor, il fratello gemello di Travis, che sostiene l'impossibilità del suicidio del fratello. La notte seguente Simon viene attaccato dal killer, ma le sue urla non vengono udite perché gli amici stanno girando la scena dell'"urlo di mezzanotte". Amy, l'unica ad averlo sentito tramite le cuffie, diviene sospettosa e chiede a Reese di poter guardare i video della sorveglianza. Dopo aver trovato l'assalto a Simon nelle cassette, si ritrova faccia a faccia con l'assassino. Durante l'inseguimento che ne deriva perde le cassette rimanendo senza prove da mostrare a una scettica Reese. La ragazza inizia a credere agli avvertimenti di Trevor ma, durante un loro incontro, il ragazzo accenna ad un passato criminale che gli impedisce di chiamare la polizia.
La sera seguente la troupe deve girare la scena del "tunnel del terrore", il cui set viene allestito in un vecchio parco giochi. Due studenti del primo anno, Stan e Dirk, vengono attaccati e uccisi mentre preparano il tunnel. Mentre esegue un sopralluogo Amy ritrova i loro corpi e viene attaccata nuovamente dal killer. Fortunatamente riesce anche questa volta a fuggire e a informare la polizia, che attribuisce le morti ad una folgorazione elettrica accidentale. Amy torna nel suo appartamento venendo confortata da Trevor che promette di rimanere con lei; ma dopo un incubo in cui Trevor la pugnala, la ragazza si sveglia da sola.
Vedendo una luce in cima al campanile del campus decide di recarvisi trovando la sua amica Vanessa. Quest'ultima, di tendenze omosessuali, ricevendo una lettera d'amore da parte di Amy si era recata alla torre per un appuntamento, le due comprendono la trappola venendo attaccate dall'assassino e inseguite fino alla cima della torre, dove Vanessa viene catturata. Amy viene rinchiusa all'esterno della torre e rientrata trova i corpi di Sandra, Simon e Vanessa impiccata alla campana.
Amy fugge dalla torre ritrovandosi tra le braccia di Trevor, che intanto ha scoperto che tutte le vittime sono legate dal fatto di aver partecipato alla tesi di Travis. Ritrovato il film lo visionano trovandolo molto brutto, ma alla fine della visione scoprono che qualcuno ha sovrapposto i crediti di Travis su un altro film. I loro sospetti ricadono su Toby, l'unico rimasto ancora in vita.
Dopo averlo rapito chiamano il professor Solomon per rivelargli quello che hanno scoperto. Ma Toby rivela che Travis aveva inserito il suo nome come tecnico del suono per aiutarlo a diplomarsi. Turbato per avergli dato "una A per niente", il professore spara a Toby e minaccia Amy e Trevor. Rivela così di aver ucciso Travis e di sentirsi intrappolato nel ruolo da insegnante da quando non aveva vinto il premio Hitchcock da studente, incolpandone il padre di Amy per aver votato contro il suo film alla tesi. Il professore per andare ad Hollywood come regista voleva prendersi i meriti del brillante film di Travis e usare quello di Amy sulle leggende metropolitane per eliminare tutti quelli che avevano lavorato col ragazzo, facendo poi ricadere la colpa sulla stessa Amy.
Graham, rimasto nascosto ad ascoltare tutto il tempo, colpisce Solomon con una sedia, ma il professore gli spara. Nella confusione, Trevor riesce a disarmarlo. Mentre Solomon minaccia Trevor con una pala Amy riesce a recuperare la pistola e lo minaccia. L'arrivo di Reese la obbliga a posare la pistola. Solomon accusa Amy sottolineando il fatto che Reese avesse visto Amy fuggire dalla torre.
Questo insospettisce la guardia che, affermando di non averne parlato a nessuno, gli punta la pistola addosso. Il professore cerca di prenderle la pistola ma nella rissa questa finisce a terra confondendosi con le pistole finte di scena. Amy, Trevor e Solomon impugnano tutti una pistola: Amy capisce di avere in mano quella vera, ma è restia a sparare finché Solomon non la attacca venendo da lei ferito.
Tempo dopo, alla cerimonia del premio Hitchcock attribuito alla memoria di Travis, mentre Trevor sta per accettare il premio, a nome del fratello, appare un cecchino ucciso prontamente da Reese. Ma la situazione si rivela essere una scena del nuovo film di Amy, "Urban Legends". Toby e Graham, sopravvissuti agli eventi, lavorano entrambi con la ragazza.
Solomon, nel manicomio in cui è rinchiuso, dopo aver visto in televisione il film di Amy, viene portato fuori dalla stanza da un'infermiera, che si rivela essere Brenda: l'assassina del primo film.

## Produzione
Le scene esterne del Campus della Alpine University sono state girate alla Trent University di Peterborough in Canada.

## Leggende metropolitane citate nel film
- Lisa viene drogata in un bar e si sveglia senza i reni; richiama la leggenda secondo cui un uomo incontra un'avvenente donna in un bar, e i due passano la serata insieme; l'uomo si risveglia il giorno dopo, senza sapere dove si trova, e scopre di non avere un rene.
- Amy racconta la leggenda di alcuni studenti che urlano a mezzanotte per rilasciare la tensione, non facendo così sentire il brutale omicidio di qualcuno. Questa leggenda prende corpo nella modalità dell'omicidio di Simon.
- Mentre mangiano Sandra racconta la leggenda secondo la quale una ragazza ordinò ad un fast food un tacos, contaminato da uova di scarafaggio in seguito apertesi nel naso; e la leggenda di un sandwich al pollo che conteneva uno strano pus fuoriuscito dal tumore che aveva infetto il volatile.
- Vanessa avverte Travis che i cellulari causano il cancro.
- Nella prima scena del film di Amy una ragazza trova nella doccia il corpo del suo cane, che in teoria le aveva leccato le dita per tutta la notte; assieme al cadavere c'è anche un messaggio: "Anche le persone sanno leccare".
- Una scena del film di Amy parla di un "tunnel del terrore" a seguito di un luna park: è un'attrazione con cadaveri falsi ma col procedere del percorso del trenino alcuni bambini iniziano a sparire e alcuni dei cadaveri fasulli si rivelano essere reali. L'attrazione sparisce dopo solo una sera di spettacoli e con lei molti dei bambini dei paesi visitati.